# Stefanie Barz
Stefanie Barz es una profesora de Información y Tecnología Cuántica en la Universidad de Stuttgart. Se dedica al estudio de física cuántica y de información cuántica basada en fotones.

## Biografía
Barz estudio matemáticas, física e informática en la Universidad Johannes Gutenberg Mainz. Durante sus estudio de grado obtuvo una beca Erasmus que le permitió viajar a Estocolmo para estudiar en el KTH Real Instituto de Tecnología. Obtuvo su doctorado en Viena y posteriormente comenzó a trabajar en la Universidad de Oxford, donde investigó fotónica cuántica. Fue galardonada con el Premio Laudi Maxima de la Universidad de Viena por su tesis doctoral. Su trabajo de investigación permitió realizar criptografía mediante entrelazamiento cuántico. ] Los fotones se generaron usando un cristal no lineal, y los fotones entrelazados representaban cúbits de información. Mientras que el remitente conoce el estado inicial del entrelazamiento, las empresas que controlan el procesamiento de datos no pueden descifrar el mensaje, lo que hace que sea imposible descodificar la información sin destruirla. La revista científica New Scientist incluyó su trabajo, así como las televisiones británicas y estadounidenses BBC y NBC. En 2013, Barz recibió el Premio Maria Schaumayer y el Premio Loschmidt. Durante su doctorado, Barz participó en la conferencia científica Falling Walls.

## Trayectoria científica
En 2014 Barz recibió la beca Marie Skłodowska-Curie para continuar su trabajo investigando óptica cuántica Universidad de Oxford. Junto a Ian Walmsley, investigó el fenómeno de interferencia de tres fotones, que podría usarse para la criptografía cuántica. Obtuvo financiación para trabajar en el proyecto, Procesamiento seguro de la información en redes cuánticas (seQureNet). Durante este proyecto, creó fuentes integradas de fotones, componentes de fibra óptica y circuitos de guía de onda.
Obtuvo una plaza de Profesora en la Universidad de Stuttgart en 2017, donde es miembro y miembro del Consejo del Centro de Ciencia y Tecnología Cuántica Integrada. Barz investiga temas de computación en la nube encriptada y fotónica. Utiliza la luz para demostrar el poder de la información cuántica, que permitiría tener ordenadores más rápidos y seguros. En 2018 recibió una subvención de 3.6 millones de euros para trabajar en tecnologías cuánticas que emplean fotónica basada en silicio.
Es miembro de la Junta Asesora de QuantERA, una red de investigadores de tecnología cuántica.

## Premios y reconocimientos
Entre sus premios y honores destacan:
- 2015 Beca Millard and Lee Alexander por la Universidad de Oxford
- 2015 Beca individual Marie Skłodowska-Curie de la Comisión Europea
- 2014 Premio Doc. de la Universidad de Viena y de la Ciudad de Viena
- 2014 Premio Loschmidt de la Sociedad de Química y Física de Austria
- 2013 Premio María Schaumayer[22]
- 2012 Beca Falling Walls
- 2011 Premio Laudi Maxima de la Universidad de Viena[23]